# Max Lippert
Max Lippert (* 11. April 2006 in Warendorf) ist ein deutscher Fußballspieler.

## Werdegang
Der linke Abwehrspieler Max Lippert begann seine Karriere beim münsterländischen Amateurverein VfL Sassenberg und wechselte über den SC Wiedenbrück in die Jugendabteilung von Arminia Bielefeld. Für die Arminia spielte er viermal in der B-Junioren-Bundesliga und 20 Mal in der A-Junioren-Bundesliga, wobei er ein Tor erzielte. Noch als A-Jugendlicher gab er am 18. Mai 2024 sein Profidebüt in der 3. Liga, als er am letzten Spieltag beim 2:0-Sieg der Bielefelder beim TSV 1860 München in der 76. Minute für Louis Oppie eingewechselt wurde. Mit der Arminia gewann er den Westfalenpokal 2023/24 durch einen 3:1-Sieg über den SC Verl. Für die Saison 2025/26 wurde Lippert an den Regionalligisten 1. FC Köln II verliehen.

## Erfolge
- Westfalenpokalsieger: 2024